# Kreeta Haapasalo

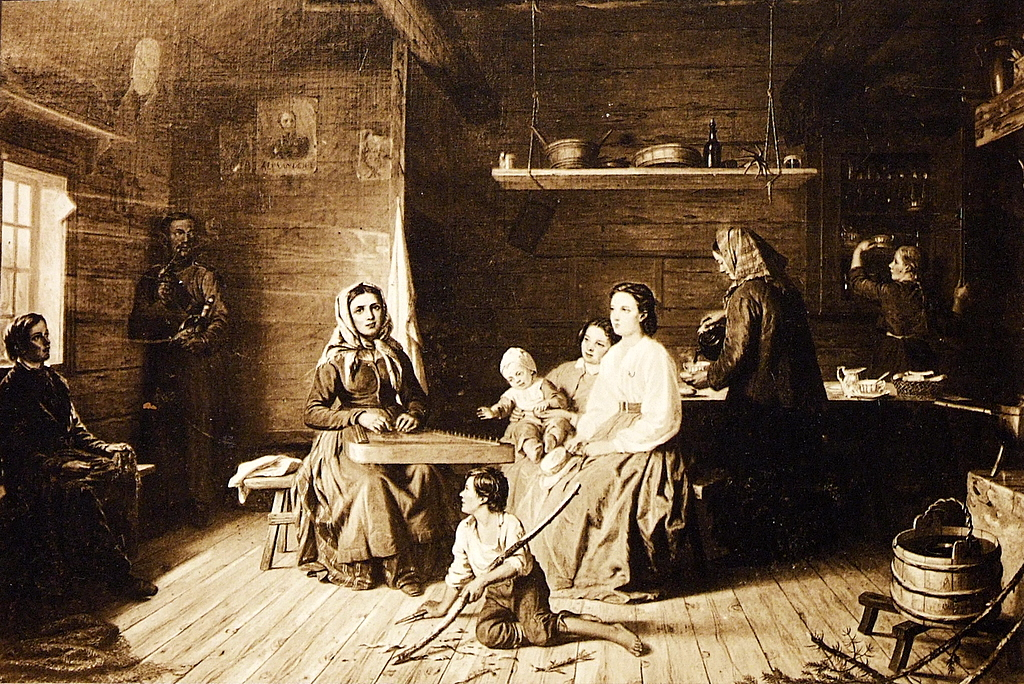
Robert Wilhelm Ekman: Greta Haapasalo spelande kantele i en bondstuga, 1868.

Greta Haapasalo, född 26 juni 1815 i Kaustby, död 22 februari 1893 i Jyväskylä, var en finländsk kantele-spelare, vokalist och folkmusiker. 
Greta Haapasalo försörjde sin familj på elva barn på att sjunga och spela både i Finland och utomlands. Hon komponerade också sina egna sånger, bland andra Kanteleeni och Kreeta Haapasalon joululaulu. 
Greta Haapasalo har fått flera monument resta över sig. 